# Sortiți infernului
Sortiți infernului (hangul: 지옥; hanja: 地獄; RR: Jiok, în engleză Hellbound) este un serial TV streaming de fantezie întunecată regizat de Yeon Sang-ho bazat pe un webtoon al său omonim. Este o producție originală Netflix despre ființe supranaturale care apar de nicăieri pentru a condamna oamenii la iad. În rolurile principale interpretează Yoo Ah-in, Kim Hyun-joo, Park Jeong-min, Won Jin-ah și Yang Ik-june.
Primul sezon are șase episoade și a avut premiera la 19 noiembrie 2021.

## Premisă
Serialul are loc pe Pământ într-o realitate alternativă în care diferite ființe supranaturale se pot materializa. Ei pot transmite profeții și pot duce oamenii în iad.
În primele episoade, acțiunea se concentrează pe detectivul Jin Kyung-hoon, care investighează evenimentele, și pe Jeong Jin-soo, președintele Societății Noul Adevăr. Episoadele 4-6 au loc cinci ani mai târziu și se concentrează pe Bae Young-jae, un producător de televiziune care nu înțelege de ce bebelușul său nou-născut, fără niciun păcat, trebuie să meargă în iad.

## Distribuție

### Roluri principale
- Yoo Ah-in - Jeong Jin-soo, președinte al cultului Noul Adevăr
  - Park Sang-hoon - ca tânărul Jeong Jin-soo
- Kim Hyun-joo - Min Hye-jin, o avocată
- Park Jeong-min - Bae Young-jae, director de producție al unei rețele TV
- Won Jin-ah - Song So-hyun, soția lui Bae Young-jae
- Yang Ik-june - Jin Kyeong-hoon, detectiv

### Roluri secundare
- Kim Do-yoon - Lee Dong-wook, un streamer live și membru al Vârfului Săgeții, o bandă de tineri violenți
- Kim Shin-rock - Park Jeong-ja, o mamă singură cu doi copii, supusă primei demonstrații publice
- Lee Re - Jin Hee-jeong, fiica lui Jin Kyeong-hoon
- Ryu Kyung-soo - Diaconul Young-in al Noului Adevăr
- Im Hyeong-guk - Gong Hyeong-joon, profesor de sociologie și lider al contra-organizației Sodo